# Robert Recorde
Robert Recorde, valižanski zdravnik in matematik, * ok. 1510, Tenby, Pembrokeshire, Wales, † 1558, London, Anglija.
V svojih matematičnih knjigah je prvi, po Rhindovem papirusu, uporabil znak enačaj, zdaj zelo pomemben znak v matematiki.

## Življenjepis
Študiral je matematiko v Oxfordu in tam kasneje postal profesor. Edvard VI. ga je imel nekaj časa za osebnega zdravnika. Recorde se je zapletel v hud spor z Wiliamom Herbertom. Ta ga je obtožil nevestnega dela, zato je izgubil službo, a se je vseeno ponovno zaposlil, tokrat kot nadzornik kraljevih rudnikov srebra kjer so kovali kovance po 5 šilingov. V rudniku sta se spet sprla z Wiliamom Herbertom, ta je vmes postal pomemben veljak, ki ga je tokrat obtožil klevetanja. 
Sodišče je Recordu naložilo astronomski znesek 1000 funtov za odškodnino. Ker ni imel dovolj denarja, so ga poslali v zapor King's Bench v Londonu, tam je čez nekaj tednov umrl star šele 48 let.

## Dela
- Osnove umetnosti (The Grounde of Artes, teachings the Worke and Practise, of Arithmeticke, both in whole numbers and fractions), ok. 1540, prva angleška knjiga o algebri
- Pot do znanja (The Pathway to Knowledge, containing the First Principles of Geometry ... bothe for the use of Instrumentes Geometricall and Astronomicall, and also for Projection of Plattes, London, 1551
- Grad znanja (The Castle of Knowledge, containing the Explication of the Sphere both Celestiall and Materiall, etc.), London, 1556
- Brus razuma (The Whetstone of Witte, whiche is the seconde parte of Arithmeteke: containing the extraction of rootes; the cossike practise, with the rule of equation; and the workes of Surde Nombers), London, 1557
- The Urinal of Physic 1548 (medicinsko delo)